# Gary Noël
Gary James George Noël (* 7. März 1990 in London) ist ein englisch-mauritischer Fußballspieler.

## Karriere

### Im Verein
Noël entstammt der Jugend des FC Millwall, in der er bis 2008 spielte. Nachdem er ab 2008 für diverse englische Amateurklubs gespielt hatte, wechselte er zur Saison 2011/12 nach Österreich in die zweite Mannschaft des FC Admira Wacker Mödling, für die er in der drittklassigen Regionalliga Ost in 24 Spielen drei Treffer erzielte. Zur Saison 2012/13 wechselte Noël zum SV Schwechat, für den er in der Regionalliga Ost in 29 Spielen 20 Treffer erzielte. Zur Saison 2013/14 wechselte er zum Zweitligisten SKN St. Pölten, für den er in eineinhalb Jahren in 34 Ligaspielen acht Tore erzielte. Anfang Januar 2015 wechselte er wieder in die Regionalliga und schloss sich dem First Vienna FC an, für den er in eineinhalb Jahren in 41 Spielen 18 Treffer erzielte.
Zur Saison 2016/17 wechselte Noël nach Deutschland und schloss sich dem Viertligisten VfB Lübeck an. In seiner ersten Saison erzielte er in 31 Spielen 14 Tore. In der Saison 2017/18 folgten 13 Tore in 26 Einsätzen.
Zur Saison 2018/19 wechselte Noël zum Ligakonkurrenten SC Weiche Flensburg 08. Nach Ablauf dieser Spielzeit wechselte er zum Regionalligisten Alemannia Aachen.

### In der Nationalmannschaft
Noël, dessen Vater aus Mauritius stammt, debütierte am 26. März 2016 bei einem 1:0-Sieg gegen Ruanda im Rahmen der Qualifikation zur Afrikameisterschaft 2017 in der mauritischen Nationalmannschaft.